# Heliga Valborg
Valborg (ursprungligen Walpurgis), född omkring 710, död 779, var en abbedissa, som enligt legenden var en engelsk prinsessa som kallades till Tyskland av Bonifatius, ärkebiskopen av Mainz, för att hjälpa till att kristna tyskarna. Hon blev sedermera abbedissa i Heidenheims nunnekloster, där hon dog år 779. Några år efter hennes bortgång fördes hennes kvarlevor till Eichstätt för att gravsättas den 1 maj.
Valborg blev kanoniserad 870. Till hennes minne utvecklades en särskild kult under medeltiden, där bland annat häxtro och motverkandet av onda krafter hade stor betydelse. För att skydda sig mot häxorna började man i Tyskland tända bål, något som egentligen härstammar från keltisk religion.

## Biografi
Tillsammans med sina bröder, Sankt Willibald och Sankt Winibald, reste Valborg till Frankerriket (nu Württemberg och Franken) för att assistera Sankt Bonifatius, sin morbror, i spridandet av Guds ord bland de fortfarande hedniska tyskarna. Hon hade förberetts väl för sitt uppdrag. Hon hade undervisats av nunnorna i Wimborne Abbey, Dorset, där hon var medlem av samfundet i tjugosex år. Tack vare sin omfattande utbildning kunde hon senare skriva Sankt Winibalds biografi och en redogörelse på latin om Sankt Willibalds resor i Jerusalem. Hon är därför ofta omtalad som den första författarinnan i både England och Tyskland.
Valborg blev nunna och bodde i klostret i Heidenheim am Hahnenkamm nära Eichstätt, som grundades av hennes bror Willibald. Willibald utnämnde Valborg till sin efterträdare och efter hans död 751 blev hon abbedissa. Valborg avled den 25 februari 779 och begravdes i Heidenheim; den dagen bär fortfarande hennes namn i den katolska kalendern. På 870-talet flyttades hennes stoft till Eichstätt och på en del håll, exempelvis i Finland, Sverige och Bayern, är hennes namnsdag ett minne av flytten av hennes reliker den 1 maj. Valborgsmässoafton firas på kvällen den 30 april, aftonen före Valborgs festdag. I Eichstätt placerades hennes ben i en klippskreva. Det sades att det började rinna en mirakulös, helande olja från skrevan, vilket drog pilgrimer till hennes gravplats.
De två tidigaste hagiografierna om Valborg är Miracula S. Walburgae Manheimensis av Wolfhard von Herrieden, från 895/96, och Vita secunda från det sena 900-talet som är förbunden med Aselbod, biskop av Utrecht. I 1300-talsberättelsen Vita S. Walburgae av Phillipp von Rathsamhaüsen, biskop av Eichstätt (1306–22), är miraklet om en båt i storm första gången återgiven. Detta mirakel målade Peter Paul Rubens 1610 för det nedmonterade altarskåpet för S:ta Walpurgis kyrka i Antwerpen.
Den tidigaste avbildningen av Valborg, i Hitda Codex från början av 1000-talet, visar henne hållande i stiliserade sädesstrån. I andra bilder har detta objekt kallats en palmkvist, men det vore inte möjligt, eftersom Valborg inte led martyrdöden. Sädesstråna har tolkats som att identifiera Valborg som en kristen beskyddare av säden.
Valborg är skyddshelgon för dem som är smittade av rabies.
Valborg är även skyddshelgon för Eichstätt, Antwerpen, Oudenaarde, Veurne, Groningen, Zutphen och andra städer i och kring Nederländerna.
Den katolska Church of St. Walburge, Preston, i Preston, Lancashire, England, är en mycket hög kyrkobyggnad tillägnad henne.

## Eftermäle
Asteroiden 256 Walpurga är uppkallad efter henne.